# Hertog van Montebello

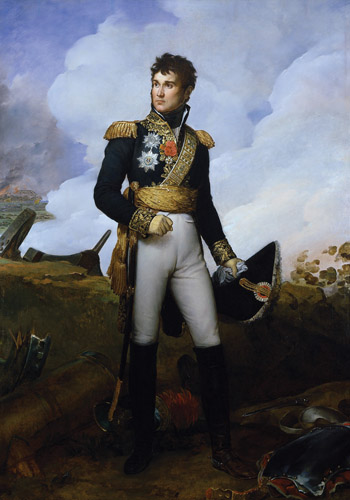
De eerste hertog van Montebello

De titel Hertog van Montebello werd door Napoleon I van Frankrijk op 19 maart 1808 verleend aan zijn maarschalk Jean Lannes (1769-1809).
De hertogen voeren ook de prinselijke titel van een "prince de Sievers". De erfgenaam van de titel mag zich markies noemen. Jongere zonen zijn graaf Lannes.
De titel van Hertog van Montebello en Prins van Sievers werd in 2014 gedragen door de zevende hertog, de 1939 geboren Maurice Georges Antoine Lannes. Hij resideert op de kastelen Château de Maisons, Château de Mareuil (Marne) en het Château de Mareuil (Dordogne). De erfgenaam van de titel is zijn in 1973 geboren zoon Benoît Alexandre Marie Emmanuel Lannes, marquis de Montebello.